# Бракувана земя
„Бракувана земя“ е български игрален филм на режисьора Милан Огнянов. Текстът е по стихове на поета Петър Манолов, който е и участник във филма.

## Състав
Не е налична информация за актьорския състав.